# AK-107
AK-107 là loại súng trường tấn công thuộc dòng súng AK do Nga chế tạo, loại này kết hợp được nhiều ưu điểm của cả loại AK-74M lẫn AK-101 và được trang bị thêm súng phóng lựu GP25.

## Cấu tạo
Nhiều bộ phận của AK-107 vốn được làm bằng gỗ hoặc kim loại trong các đời AK trước đã được thay thế bằng chất liệu nhựa. AK-107 được trang bị thêm thiết bị ngắm của AWM, laser và đèn chiến thuật.
AK-107 và AK-108 là những thế hệ mới của dòng súng trường tấn công AK. Điểm khác giữa hai loại súng này là AK-107 dùng đạn cỡ 5,45 x 39 mm (giống AK-74), còn AK-108 dùng đạn tiêu chuẩn NATO 5,56 x 45 mm (thế hệ AK-101 phục vụ xuất khẩu cũng dùng cỡ đạn này). Cả hai đều khác với các thế hệ AK trước ở hệ thống lên đạn kiểu tự động cân bằng lực giật (BARS). Ngoài ra thế hệ mới này có nhiều bộ phận làm bằng sợi thủy tinh, nhựa tổng hợp. Nhờ đó, chi phí sản xuất và khối lượng súng được giảm đáng kể.

## Thông số kỹ thuật
- Khối lượng: 3,5 kg
- Chiều dài:
  - cả báng súng: 943 mm
  - báng gập: 695 mm (cho loại không gắn súng phóng lựu)
- Chiều dài nòng: 415 mm
- Cỡ nòng: 5,45 mm
- Cỡ đạn: 5,45×39mm
- Nguyên tắc nạp đạn: Trích khí phản lực xoay
- Hộp đạn: 30 viên
- Sơ tốc đầu đạn: 900 m/s
- Nhịp bắn: 850-900 viên/phút
- Tầm bắn hiệu quả: 550 m
- Tầm bắn tối đa: đến 1000 m

## Sử dụng
- Nga
- Ấn Độ
- Venezuela